# Mörlheim
Mörlheim ist ein Stadtteil von Landau in der Pfalz.

## Geschichte
Der Ort wurde im Jahr 800 erstmals urkundlich erwähnt und am 1. April 1937 nach Landau eingemeindet. Mörlheim hat 1068 Einwohner (Stand: Dezember 2022). Die Fläche der früheren Gemeinde betrug 626,08 Hektar. Die heutige Gemarkungsfläche des Stadtteils beträgt 644,67 Hektar.

## Politik

### Ortsbeirat
Für den Stadtteil Mörlheim wurde ein Ortsbezirk gebildet. Dem Ortsbeirat gehören elf Beiratsmitglieder an, den Vorsitz im Ortsbeirat führt der direkt gewählte Ortsvorsteher.
Bei der Kommunalwahl am 9. Juni 2024 wurden die Beiratsmitglieder in einer personalisierten Verhältniswahl gewählt. Die Sitzverteilung im gewählten Ortsbeirat:
| Wahl | SPD | CDU | UBM | FWG | Gesamt   |
| ---- | --- | --- | --- | --- | -------- |
| 2024 | 4   | 3   | –   | 4   | 11 Sitze |
| 2019 | 3   | 6   | –   | 2   | 11 Sitze |
| 2014 | 3   | 7   | 0   | 1   | 11 Sitze |
| 2009 | 4   | 5   | 1   | 1   | 11 Sitze |

- UBM = Unabhängige Bürger Mörlheim (U.B.M)
- FWG = Freie Wählergruppe Landau e. V.

### Ortsvorsteher
Sandra Michler (FWG) wurde am 28. August 2024 Ortsvorsteherin von Mörlheim. Bei der Direktwahl am 9. Juni 2024 war sie als einzige Bewerberin mit einem Stimmenanteil von 74,8 % für fünf Jahre gewählt worden.
Michlers Vorgänger Joachim Arbogast (parteilos, früher CDU) hatte das Amt 15 Jahre inne und kandidierte bei der Wahl 2024 nicht erneut als Ortsvorsteher. Er war zuletzt bei der Direktwahl am 26. Mai 2019 mit einem Stimmenanteil von 76,11 % wiedergewählt worden.

## Kultur und Sehenswürdigkeiten
In Mörlheim befindet sich die älteste Gustav-Adolf-Kirche der Pfalz, welche 1846 gebaut wurde. Am Dorfgemeinschaftshaus befindet sich die Mauer der ehemaligen Klosteranlage, die zum Kloster Eußerthal gehörte. Der Stadtteil hat eine katholische Pfarrkirche St. Martin. Mörlheim hat eine Landjugend-Gruppe, die unter anderem das Mörlheimer Flammkuchenfest ausrichtet. Außerdem ist die Landjugend an der örtlichen Kirchweih beteiligt.
Siehe auch: Liste der Kulturdenkmäler in Mörlheim

## Wirtschaft und Infrastruktur
Mörlheim besaß an der 1983 stillgelegten Bahnstrecke Landau–Herxheim einen Bahnhof, der 1959 zu einem Haltepunkt herabgestuft, der kein Personal mehr hatte, und 1961 verwaltungstechnisch nach Landau (Pfalz) Hauptbahnhof eingegliedert wurde. Heute verbindet die Buslinie 508 diesen Landauer Vorort mit der Kernstadt. Außerdem ist das Gewerbegebiet Ost der Stadt Landau auf Mörlheimer Gemarkung angesiedelt, dort befindet sich u. a. ein Werk der Firma Michelin.
In Mörlheim wird Tabak angebaut.